# Scleria mackaviensis
Scleria mackaviensis är en halvgräsart som beskrevs av Johann Otto Boeckeler. Scleria mackaviensis ingår i släktet Scleria och familjen halvgräs. Inga underarter finns listade i Catalogue of Life.